# Ernst Kampermann
Ernst Kampermann (* 27. Februar 1938 in Bückeburg) ist ein deutscher lutherischer Theologe. Von Mai 2001 bis September 2002 war er Geistlicher Vizepräsident im Landeskirchenamt Hannover der Evangelisch-lutherischen Landeskirche Hannovers.

## Werdegang
Kampermann studierte Theologie in Tübingen, Marburg und Göttingen. Danach schloss sich seine Vikariatszeit an, die er in Mailand und am Predigerseminar der Vereinigten Evangelisch-Lutherischen Kirche Deutschlands (VELKD) in Pullach bei München, verbrachte. Am 11. April 1965 wurde Kampermann in Bückeburg zum Pastor ordiniert. Bis 1966 war Kampermann für kurze Zeit Gemeindepastor in Lauenhagen und wurde dann Studieninspektor im Predigerseminar Rotenburg/Wümme. Von 1970 bis 1972 war er Pastor und Referent im Ausbildungsdezernat im Landeskirchenamt Hannover. Von 1972 bis 1979 war Kampermann Gemeindepastor an der Friedenskirche Hannover. Ab 1979 war Kampermann als Oberkirchenrat und Oberlandeskirchenrat Dezernent für die Ausbildung von Theologinnen und Theologen im Landeskirchenamt, ab 1992 für Schule und Kirchliche Unterweisung sowie Beauftragter der Konföderation evangelischer Kirchen in Niedersachsen beim Niedersächsischen Landtag. 2001 folgte die Berufung durch den Kirchensenat zum Geistlichen Vizepräsidenten und Leiter der Geistlichen Abteilung im Landeskirchenamt Hannover. Dieses, nach dem des Landesbischofs, höchste geistliche Amt der Landeskirche Hannovers hatte er für etwas über ein Jahr bis zu seinem Eintritt in den Ruhestand inne.
1998 vertrat er den Standpunkt, dass Gerd Lüdemann aufgrund seiner von der offiziellen Lehrmeinung der Kirche abweichenden Positionen, nicht mehr an einer theologischen, sondern an einer philosophischen Fakultät lehren solle.

## Persönliches
Kampermann ist ein Urgroßneffe Wilhelm Buschs und hält Vorträge über seinen berühmten Verwandten.

## Mitgliedschaften
- 1992–2002: Mitglied der Bischofskonferenz der VELKD sowie ab 1999  Mitglied der Kirchenleitung der VELKD[6]
- 2001–2002: Mitglied im Kirchensenat der Landeskirche[7].
- Mitglied im Kuratorium des Zentrums für Gesundheitsethik an der Evangelischen Akademie Loccum (bis 10/2002)[8]
- Ehrenmitglied im Kuratorium des Werkheim Hannover e. V.[9]

## Schriften
- mit Fritz Erich Anhelm (Hrsg.): Politik machen – das Unvollkommene gestalten. Evangelische Akademie Loccum, 1999. ISBN 3-8172-1199-6.
- mit Hans-Joachim Rauer, Hans Otte (Hrsg.): Unter Fremden? Flüchtlinge und Vertriebene in der hannoverschen Landeskirche nach dem Zweiten Weltkrieg. Lutherisches Verlagshaus, 2011. ISBN 978-3-7859-1060-3.